# Division 1 1981/82
Die Division 1 1981/82 war die 44. Austragung der professionellen französischen Fußballliga. Meister wurde zum vierten Mal seit 1961 die AS Monaco.
Erster Spieltag war der 24. Juli 1981, letzter Spieltag der 7. Mai 1982. Obwohl die französische Nationalmannschaft sich für die Weltmeisterschaft in Spanien qualifiziert hatte, gab es eine vierwöchige Winterpause vom 21. Dezember bis 15. Januar.

## Vereine
Teilnahmeberechtigt waren die Vereine, die die Vorsaison nicht schlechter als auf dem 17. Platz abgeschlossen hatten, dazu zwei direkte Aufsteiger aus der zweiten Division und der Gewinner der Relegationsrunde. Somit spielten in dieser Saison folgende Mannschaften um den Meistertitel:
- drei Klubs aus dem äußersten Norden (OSC Lille, US Valenciennes-Anzin, Racing Lens),
- zwei aus Paris beziehungsweise der Bourgogne (Paris Saint-Germain, AJ Auxerre),
- vier aus dem Nordosten (FC Metz, AS Nancy, Racing Strasbourg, FC Sochaux),
- vier aus dem Nordwesten (Aufsteiger Stade Brest, FC Nantes, Stade Laval, Relegationssieger FC Tours),
- einer aus dem Südwesten (Girondins Bordeaux),
- fünf aus dem Südosten (Titelverteidiger AS Saint-Étienne, Olympique Lyon, Aufsteiger Montpellier La Paillade SC, OGC Nizza, AS Monaco),
- einer aus Korsika (SEC Bastia).

## Saisonverlauf
Es galt die Zwei-Punkte-Regel; bei Punktgleichheit gab die Tordifferenz den Ausschlag für die Platzierung.
Die Titelverteidiger aus Saint-Étienne schienen vor allem dank ihrer Unbezwingbarkeit – die Verts ließen dort lediglich drei Unentschieden gegen Teams aus dem Tabellenmittelfeld zu – im heimischen Stade Geoffroy-Guichard ihrer Favoritenrolle erneut gerecht zu werden. Allerdings gelang es ihnen nicht, sich entscheidend von einer aus Bordeaux, Monaco und Sochaux bestehenden Verfolgertroika abzusetzen; nach der 28. Runde hatten die besonders auswärts überzeugenden Girondins erstmals die Führung inne, worauf dann allerdings eine Berg- und Talfahrt folgte. Zunächst fielen sie hinter Monaco zurück, überholten diese aber am 33. Spieltag wieder, woran sich eine „schwarze Serie“ anschloss (Niederlagen in Saint-Étienne und Brest sowie zuhause gegen Lens und Auxerre).
Dies reduzierte den Titelkampf auf das Duell Monaco gegen Saint-Étienne, zwei Mannschaften, die sich beide auf eine nahezu „hermetische Abwehr“ sowie die im Ligavergleich besten Angriffsreihen stützten, womit man vor allem bei den Monegassen – mit etlichen jungen Spielern und einem im Profibereich unerfahrenen Trainer – vor Saisonbeginn nicht unbedingt gerechnet hatte. Die Entscheidung zwischen diesen fiel erst am letzten Spieltag, und dort sogar erst in der Schlussviertelstunde. Denn bis dahin war die ASSE fiktiv Meister, weil sie gegen Metz bereits mit 7:2 führte (Endstand: 9:2) und so ihren Ein-Punkte- und Vier-Tore-Rückstand gegenüber der ASM wettgemacht hatte; erst dann erzielte Monaco das Tor des Tages zum 1:0-Sieg gegen Strasbourg. Bei Rekordmeister Saint-Étienne, der auch im Finale des Landespokalwettbewerbs seinem Gegner Paris den Titel überlassen musste, brach anschließend eine bereits seit der Vorsaison nicht mehr zu übersehende Krise endgültig aus. Auf eine vereinsinterne Spaltung in zwei Lager, den Rücktritt des langjährigen Präsidenten Roger Rocher, der zudem über die Existenz einer „schwarzen Kasse“ stürzte, und den Weggang des Stars der Mannschaft, Michel Platini, folgte der lange währende sportliche Niedergang der Verts.
An diesem abschließenden Spieltag sorgten auch die Girondins noch einmal für Schlagzeilen. Aus Protest gegen eine Sperre, die gegen Torhüter Dragan Pantelić aufgrund seines unsportlichen Verhaltens gegenüber einem Linienrichter nach Abpfiff des Lens-Spiels verhängt worden war, setzte Bordeaux’ junger Trainer Aimé Jacquet bei der Partie in Nantes nicht seinen etatmäßigen Ersatzkeeper ein, sondern ließ die Elf mit „fliegendem Torwart“ spielen. Während der ersten 60 Minuten stand so der nur 1,63 m große, offensive Mittelfeldakteur Alain Giresse im Kasten der Girondins, der sechs Treffer kassierte; anschließend löste ihn der deutlich längere Innenverteidiger Marius Trésor auf dieser Position ab, der während der restlichen halben Stunde kein weiteres Tor mehr zuließ.
Am unteren Ende der Tabelle mussten Neuling Montpellier und Nizza sich frühzeitig auf den Gang in die zweite Liga einrichten, und auch Valenciennes wusste schon vor dem letzten Spieltag, dass sein Klassenerhalt vom Ausgang der anschließenden Barrages gegen den Dritten der Division 2 abhing. Darin setzte sich der unterklassige FC Mulhouse durch, der damit in der folgenden Saison zum ersten Mal seit 1937 wieder in Frankreichs fußballerischem „Oberhaus“ vertreten war. Dazu kamen die beiden Direktaufsteiger FC Toulouse und FC Rouen.

## Abschlusstabelle
| Pl. | Verein                | Sp. | S  | U  | N  | Tore    | Diff. | Punkte |
| --- | --------------------- | --- | -- | -- | -- | ------- | ----- | ------ |
| 1.  | AS Monaco             | 38  | 24 | 7  | 7  | 070:290 | +41   | 55:21  |
| 2.  | AS Saint-Étienne (M)  | 38  | 22 | 10 | 6  | 074:310 | +43   | 54:22  |
| 3.  | FC Sochaux            | 38  | 20 | 9  | 9  | 059:430 | +16   | 49:27  |
| 4.  | Girondins Bordeaux    | 38  | 19 | 10 | 9  | 055:450 | +10   | 48:28  |
| 5.  | Stade Laval           | 38  | 16 | 12 | 10 | 049:400 | +9    | 44:32  |
| 6.  | FC Nantes             | 38  | 19 | 5  | 14 | 064:340 | +30   | 43:33  |
| 7.  | Paris Saint-Germain   | 38  | 17 | 9  | 12 | 058:450 | +13   | 43:33  |
| 8.  | AS Nancy              | 38  | 13 | 13 | 12 | 050:520 | −2    | 39:37  |
| 9.  | Stade Brest (N)       | 38  | 14 | 10 | 14 | 048:570 | −9    | 38:38  |
| 10. | Racing Strasbourg     | 38  | 12 | 12 | 14 | 041:410 | ±0    | 36:40  |
| 11. | FC Tours (R)          | 38  | 14 | 7  | 17 | 061:590 | +2    | 35:41  |
| 12. | SEC Bastia (P)        | 38  | 12 | 11 | 15 | 043:650 | −22   | 35:41  |
| 13. | Racing Lens           | 38  | 12 | 10 | 16 | 044:510 | −7    | 34:42  |
| 14. | OSC Lille             | 38  | 13 | 8  | 17 | 046:540 | −8    | 34:42  |
| 15. | AJ Auxerre            | 38  | 11 | 12 | 15 | 043:580 | −15   | 34:42  |
| 16. | Olympique Lyon        | 38  | 13 | 6  | 19 | 038:460 | −8    | 32:44  |
| 17. | FC Metz               | 38  | 8  | 16 | 14 | 035:490 | −14   | 32:44  |
| 18. | US Valenciennes-Anzin | 38  | 10 | 10 | 18 | 040:590 | −19   | 30:46  |
| 19. | OGC Nizza             | 38  | 7  | 9  | 22 | 034:570 | −23   | 23:53  |
| 20. | Montpellier PSC (N)   | 38  | 7  | 8  | 23 | 030:670 | −37   | 22:54  |

Platzierungskriterien: 1. Punkte – 2. Tordifferenz – 3. geschossene Tore

| (M) | amtierender französischer Meister        |
| (P) | amtierender französischer Pokalsieger    |
| (N) | Neuaufsteiger aus der Division 2 1980/81 |
| (R) | Relegationssieger                        |

## Kreuztabelle
|                       | AJ Aux | SEC Bas | Gi. Bor | St. Bre | St. Lav | RC Len | OSC Lil | Ol. Lyo | FC Met | AS Mco | LaP Mpl | AS Ncy | FC Nts | OGC Niz | SG Par | AS StÉ | FC Soc | RC Str | FC Tou | US Val |
| AJ Auxerre            |        | 2:2     | 3:2     | 1:1     | 0:1     | 1:1    | 1:2     | 2:2     | 0:0    | 2:0    | 1:1     | 1:0    | 0:1    | 0:0     | 1:0    | 3:1    | 3:0    | 3:0    | 1:2    | 3:0    |
| SEC Bastia            | 0:1    |         | 4:4     | 3:1     | 2:2     | 1:0    | 3:2     | 1:0     | 1:1    | 1:0    | 1:0     | 3:3    | 1:0    | 1:1     | 3:1    | 1:1    | 1:1    | 1:0    | 2:1    | 1:0    |
| Girondins Bordeaux    | 0:2    | 4:0     |         | 1:1     | 0:0     | 1:3    | 1:1     | 3:0     | 2:1    | 1:0    | 4:1     | 1:1    | 3:2    | 1:0     | 2:0    | 1:1    | 3:1    | 1:1    | 2:1    | 2:0    |
| Stade Brest           | 2:2    | 2:0     | 3:1     |         | 2:2     | 2:0    | 1:0     | 1:0     | 2:0    | 2:2    | 0:1     | 0:1    | 1:2    | 1:0     | 0:3    | 1:1    | 2:1    | 1:2    | 2:1    | 3:0    |
| Stade Laval           | 2:0    | 2:0     | 1:0     | 1:0     |         | 1:0    | 2:0     | 3:1     | 1:0    | 2:3    | 2:1     | 2:1    | 1:1    | 5:0     | 0:3    | 0:0    | 1:1    | 4:2    | 0:0    | 0:0    |
| Racing Lens           | 5:2    | 1:1     | 1:2     | 4:0     | 0:1     |        | 1:0     | 2:1     | 2:0    | 0:0    | 1:0     | 2:2    | 1:0    | 1:0     | 1:1    | 2:5    | 3:2    | 0:1    | 4:2    | 1:1    |
| OSC Lille             | 1:1    | 4:0     | 0:1     | 1:1     | 1:0     | 0:3    |         | 1:0     | 1:0    | 0:2    | 6:1     | 1:2    | 1:0    | 5:0     | 2:1    | 3:4    | 0:0    | 1:1    | 2:2    | 2:2    |
| Olympique Lyon        | 0:1    | 4:1     | 0:1     | 1:0     | 0:0     | 3:0    | 4:1     |         | 3:1    | 0:2    | 2:0     | 2:0    | 1:0    | 1:0     | 2:3    | 0:1    | 1:0    | 1:1    | 2:1    | 3:0    |
| FC Metz               | 1:0    | 2:0     | 1:1     | 1:1     | 1:1     | 0:0    | 1:0     | 1:0     |        | 0:0    | 4:0     | 1:2    | 0:0    | 1:0     | 1:1    | 0:0    | 1:1    | 0:0    | 4:2    | 1:1    |
| AS Monaco             | 7:1    | 4:1     | 0:1     | 0:0     | 3:0     | 4:1    | 4:0     | 3:1     | 2:1    |        | 1:0     | 5:1    | 1:0    | 1:0     | 0:0    | 1:0    | 2:3    | 1:0    | 3:1    | 3:1    |
| Montpellier PSC       | 0:0    | 3:2     | 1:2     | 1:3     | 2:1     | 1:1    | 2:1     | 0:0     | 1:1    | 1:2    |         | 3:0    | 2:0    | 2:1     | 2:5    | 0:1    | 1:3    | 0:0    | 1:3    | 0:0    |
| AS Nancy              | 1:1    | 2:1     | 0:0     | 5:0     | 2:2     | 0:0    | 1:1     | 2:1     | 2:2    | 0:3    | 3:2     |        | 1:0    | 4:0     | 0:0    | 0:0    | 0:0    | 3:0    | 2:0    | 1:3    |
| FC Nantes             | 2:0    | 1:0     | 6:0     | 3:1     | 1:0     | 4:0    | 1:2     | 0:0     | 2:0    | 3:1    | 7:0     | 5:1    |        | 2:0     | 4:0    | 3:0    | 1:1    | 2:0    | 3:1    | 4:1    |
| OGC Nizza             | 4:0    | 1:1     | 2:2     | 2:4     | 1:2     | 3:1    | 2:0     | 0:0     | 3:1    | 0:2    | 1:0     | 1:2    | 3:0    |         | 2:2    | 1:3    | 1:0    | 0:1    | 0:1    | 1:2    |
| Paris Saint-Germain   | 2:1    | 3:1     | 0:2     | 1:2     | 2:1     | 2:1    | 1:0     | 2:0     | 2:0    | 1:2    | 1:0     | 1:2    | 4:0    | 1:1     |        | 0:0    | 1:0    | 2:1    | 4:3    | 4:0    |
| AS Saint-Étienne      | 3:0    | 3:0     | 5:0     | 1:0     | 1:1     | 3:1    | 1:1     | 4:0     | 9:2    | 2:0    | 4:0     | 2:1    | 1:0    | 2:0     | 0:0    |        | 1:0    | 2:0    | 1:0    | 5:1    |
| FC Sochaux            | 5:0    | 3:0     | 2:1     | 0:0     | 3:1     | 1:0    | 1:1     | 3:1     | 2:1    | 1:4    | 1:0     | 1:0    | 2:1    | 2:1     | 2:1    | 2:1    |        | 2:2    | 4:1    | 2:0    |
| Racing Strasbourg     | 2:2    | 0:0     | 1:0     | 2:3     | 1:2     | 2:1    | 3:0     | 2:0     | 0:1    | 0:1    | 0:0     | 2:0    | 1:0    | 1:1     | 2:0    | 2:0    | 2:3    |        | 1:1    | 4:0    |
| FC Tours              | 2:0    | 4:0     | 1:2     | 5:0     | 2:1     | 1:0    | 4:1     | 3:0     | 2:2    | 1:1    | 1:0     | 1:1    | 1:1    | 2:1     | 1:2    | 3:4    | 1:2    | 2:1    |        | 2:1    |
| US Valenciennes-Anzin | 3:1    | 1:2     | 0:1     | 5:2     | 3:1     | 1:1    | 4:0     | 0:1     | 2:0    | 0:0    | 1:0     | 2:1    | 1:2    | 0:0     | 2:2    | 0:2    | 3:0    | 0:0    | 1:1    |        |

## Relegation
|             | Gesamt |                       | Hinspiel | Rückspiel |
| ----------- | ------ | --------------------- | -------- | --------- |
| FC Mulhouse | 6:3    | US Valenciennes-Anzin | 5:2      | 1:1       |

## Meistermannschaft AS Monaco
| 1.        | AS Monaco |
| AS Monaco | - Tor: Jean-Luc Ettori (37/-), André Amitrano (1/-) - Abwehr: Alfred Vitalis (35/-), Manuel Amoros (30/2), Jacques Pérais (29/-), Thierry Ninot (28/-), Abdallah Liégeon (27/-), Rolland Courbis (12/-) - Mittelfeld: Didier Christophe (29/1), Dominique Bijotat (26/2), Claude Puel (11/-), Serge Recordier (10/-), Jean Petit (2/1) - Sturm: Umberto Barberis (36/11), Ralf Edström (35/15), Alain Couriol (34/7), Bruno Bellone (30/12), Jean-Marc Valadier (21/6), Éric Pécout (20/11), Guy Mengual (3/-) - Trainer: Gérard Banide |

Dazu kamen zwei Eigentore.

## Erfolgreichste Torschützen
| Pl. | Spieler              | Verein             | Tore |
| --- | -------------------- | ------------------ | ---- |
| 1   | Delio Onnis          | FC Tours           | 29   |
| 2   | Andrzej Szarmach     | AJ Auxerre         | 24   |
| 3   | Michel Platini       | AS Saint-Étienne   | 22   |
| 4   | Teitur Thórdarson    | Racing Lens        | 19   |
| 5   | Uwe Krause           | Stade Laval        | 18   |
|     | Dragutin Vabec       | Stade Brest        | 18   |
| 7   | Bernard Lacombe      | Girondins Bordeaux | 17   |
| 8   | Ralf Edström         | AS Monaco          | 15   |
|     | Yannick Stopyra      | FC Sochaux         | 15   |
| 10  | Alain Giresse        | Girondins Bordeaux | 14   |
|     | Simo Nikolić         | Olympique Lyon     | 14   |
| 12  | Bernard Genghini     | FC Sochaux         | 13   |
|     | Jean-François Larios | AS Saint-Étienne   | 13   |
|     | Isaak Peretz         | Racing Strasbourg  | 13   |
|     | José Touré           | FC Nantes          | 13   |
|     | Engin Verel          | OSC Lille          | 13   |
|     | Bernard Zénier       | AS Nancy           | 13   |
| 18  | Bruno Bellone        | AS Monaco          | 12   |